# Talsperre Urugua-í
Die Talsperre Urugua-í bzw. Talsperre Norberto Velozo (spanisch Represa Urugua-í bzw. Represa Norberto Velozo) ist eine Talsperre mit Wasserkraftwerk in der Provinz Misiones, Argentinien. Sie staut den Arroyo Urugua-í, einen Nebenfluss des Río Paraná, zu einem Stausee auf. Die Ruta Nacional 12 führt über die Talsperre. Der Nationalpark Iguazú befindet sich rund 30 km nördlich der Talsperre.
Die Talsperre dient der Stromerzeugung. Erste Studien und Planungen für die Errichtung wurden 1978 unternommen. Mit dem Bau der Talsperre wurde 1985 begonnen. Sie wurde 1990 fertiggestellt und im gleichen Jahr in Betrieb genommen. Die Talsperre und das Kraftwerk Norberto Velozo (span. Central hidroeléctrica Norberto Velozo) werden durch Electricidad de Misiones S.A. (EMSA) betrieben.

## Absperrbauwerk
Das Absperrbauwerk ist eine Gewichtsstaumauer aus Walzbeton mit einer Höhe von 76 (bzw. 77) m. Die Länge der Mauerkrone beträgt 665 (bzw. 687) m. Das Volumen des Absperrbauwerks liegt bei 600.000 m³.

## Stausee
Bei Vollstau erstreckt sich der Stausee über eine Fläche von rund 90 km² und fasst 1,175 Mrd. m³ Wasser. Der Stausee hat eine Länge von 35 km bei einer maximalen Breite von 6 km.

## Kraftwerk
Das Maschinenhaus des Kraftwerks befindet sich etwa 800 m von der Talsperre entfernt am linken Flussufer. Die installierte Leistung beträgt 116 (bzw. 120) MW. Die durchschnittliche Jahreserzeugung wird mit 355 Mio. kWh angegeben. Die beiden Francis-Turbinen leisten jede maximal 60 MW und die Generatoren 70 MVA. Die Nenndrehzahl der Turbinen beträgt 250/min.